# Xã Mitchell, Quận Mitchell, Iowa
Xã Mitchell (tiếng Anh: Mitchell Township) là một xã thuộc quận Mitchell, tiểu bang Iowa, Hoa Kỳ. Năm 2010, dân số của xã này là 363 người.